# Inferno (pel·lícula del 1980)
Inferno és una pel·lícula de l'any 1980 dirigida per Dario Argento i protagonitzada per Leigh McCloskey i Irene Miracle.

## Argument
A Nova York, la jove poetessa Rose Elliot (Irene Miracle) llegeix un enigmàtic llibre en llatí sobre Les Tres Mares. El seu autor, l'arquitecte Varelli (Feodor Chaliapin Jr.), sosté la teoria que tres perverses bruixes mouen el destí del món i Rose comença a creure que al seu apartament n'habita una. Seguint unes pistes descobertes al llibre, Rose cerca l'antiquari Kazanian (Sacha Pitoëff). Mentrestant, a Roma, el seu germà, Mark (Leigh McCloskey), rep una carta de Rose. Després de trobar morta la seua amiga Sara (Eleonora Giorgi), Mark viatja a Nova York. També han assassinat Rose. En el vell edifici on vivia Rose hi resideix la comtessa Elise Stallone Van Adler (Daria Nicolodi), que diu saber quelcom important sobre Mater Tenebrarum, Mater Suspiriorum i Mater Lachrymarum (Ania Pieroni).

## Context històric i artístic
Inferno és una abracadabrant simfonia dels horrors (en la qual els poders foscos i malignes descarreguen una abundosa allau de deliri, paroxisme i estremiment) i una parafrènia plàstica, temàtica i mental teixida amb emanacions barroques i suggestius esporuguiments pel narrador de malsons Dario Argento, abans autor de cinc impactants thrillers, cas de L'ocell de les plomes de cristall (1970) i Il gatto a nove code (1971). Argento s'inspira ara en alguns llibres de l'alquimista Fulcanelli i en un text de l'assagista anglès Thomas de Quincey, literatura de base per a augmentar les exacerbacions oníriques i redefinir la seua pròpia aportació al cinema de terror. El cineasta accedeix a les fondàries de l'horror abstracte, esotèric i apocalíptic, territori en el qual preponderen els elements sobrenaturals i els vincles que es poden establir entre els vius i els morts. Amb operístiques escenografies de Giuseppe Bassan i resolutiva banda sonora de Keith Emerson, l'agut estilista romà aferma una rara poètica dels enigmes i una radical estètica gòtica, brodada entre llums rogenques, ombres i tenebres expressionistes. Sorgeix així la més singular, macabra i dantesca de les seues obres, un imaginari oníric i fantàstic, amb episodis tan malsans com el de les rates del riu cruspint-se el llibreter o el de la decapitació de Rose sota la claror lunar. Inquietant, irònica i cabalística, aquesta és l'obra mestra d'un magnífic prestidigitador, enfervorit deixeble del gran Alfred Hitchcock.
Cal afegir-hi que Argento compta amb la col·laboració d'un altre mestre admirat, Mario Bava, aquesta vegada artífex de les excitants truculències i realitzador de la seqüència on Irene Miracle descobreix un palau submergit al soterrani de la casa.

## Frases cèlebres
| « | "No sé el preu que hauré de pagar per trencar el que nosaltres, els alquimistes, anomenem silentium. Les experiències dels nostres col·legues haurien de prevenir-nos per a no trastornar els profans. Jo, Varelli, arquitecte que viu a Londres, vaig conèixer Les Tres Mares i vaig dissenyar i construir per a elles tres habitatges. Un a Roma, un altre a Nova York i el tercer a Friburg. No vaig descobrir, fins que era massa tard, que des d'aquests tres llocs, Les Tres Mares dirigeixen el món a través del dolor, les llàgrimes i les tenebres. Mater Suspiriorum, la mare dels sospirs, la més vella, viu a Friburg. Mater Lachrymarum, la mare de les llàgrimes i la més bella de les germanes, té domicili a Roma. Mater Tenebrarum, la mare de les tenebres, la més jove i cruel de les tres, controla Nova York. I jo vaig construir les seues repugnants cases, dipòsits d'horribles secrets. Aquestes, dites mares, són en realitat perverses madrastres, tres infames germanes engendrades a l'Infern." (Feodor Chaliapin Jr. / Varelli) | » |

| « | Mark Elliot: "Ella escriu poesia." Infermera: "Un passatemps especialment adient per a les dones." | » |

| « | Kazanian: "Hi ha parts misterioses en aqueix llibre, però l'únic veritable misteri és que les nostres vides són regides pels morts." | » |

| « | Sara: "Puc fer una pregunta estranya?" Mark Elliot: "Com d'estranya?" | » |

| « | Sara: "Alguna vegada has sentit a parlar de Les Tres Germanes?" Carlo: "Vols dir aquelles cantants negres?" Sara: "No, estic parlant de mitologia." Carlo: "Un moment, si estàs parlant de fantasmes i de totes aquestes coses, jo no crec en res d'açò." Sara: "Com pots estar-ne tan segur?" Carlo: "Jo no crec en aquestes coses... Açò és tot i sense cap mena de discussió filosòfica." Sara: "Llavors, en què creus?" Carlo: "En tot el que jo puc veure i tocar." | » |

## Curiositats
- Segons Irene Miracle, gairebé totes les seues escenes foren dirigides per Mario Bava, ja que, rarament, Dario Argento hi era la major part del temps.[3]
- Mario Bava va morir poc abans de la seua estrena.[3]
- James Woods fou l'elecció inicial per al paper principal, però ja estava compromès per a actuar a la pel·lícula Videodrome (David Cronenberg, 1983).[3]
- Forma part de la trilogia cinematogràfica Les Tres Mares, juntament amb Suspiria (1977) i La Terza Madre (2007).
- Una de les raons per les quals Argento va triar Irene Miracle per a interpretar el paper de Rose Elliot fou que ella tenia nocions de natació sincronitzada, la qual cosa era molt pràctica per al rodatge de l'escena del ball sota l'aigua.[3]
- La pel·lícula es va rodar en tres mesos.[3]
- Segons Leigh McCloskey, el germà de Dario Argento (Claudio Argento) parlava anglès millor que Dario, per la qual cosa, i molt sovint, era l'encarregat de traduir les instruccions del director als actors.[3]
- Segons Dario Argento, les formigues vives emprades en el film eren arreplegades d'un parc per un home emprant una aspiradora.[3]
- Segons el crític cinematogràfic anglès Kim Newman, Inferno és la pel·lícula de terror més subestimada de la dècada del 1980.[3][4]
- El 2005, la revista britànica Total Film la va declarar una de les 50 millors pel·lícules de terror mai fetes.[3]
- Segons Dario Argento, és la menys favorita de les seues pel·lícules a causa de les dificultats de producció associades a la meningitis que va patir durant el procés de filmació.[3]

## Errades del film
- Durant l'atac dels gats, hom pot veure una mà humana llançant gats a l'actriu.[5]